# Kris Tyrpak
Kris Tyrpak (Austin, 19 maart 1992) is een Amerikaans voetballer. In 2015 tekende hij een contract bij Austin Aztex uit de USL. 

## Clubcarrière
Op 16 januari 2014, in de MLS SuperDraft 2014, werd hij als veertigste gekozen door Chivas USA. Op 16 maart 2014 maakte hij tegen Vancouver Whitecaps zijn debuut. Hij viel in de zevenentachtigste minuut in voor aanvaller Erick Torres. Op 11 oktober 2014 maakte Tyrpak tegen Colorado Rapids zijn eerste doelpunt voor Chivas. Het seizoen in 2014 was het laatste seizoen voor voetbalclub Chivas USA (de voetbalclub werd opgeheven), waarna Tyrpak door San Jose Earthquakes werd gekozen in de MLS Dispersal Draft 2014. Nog voor aanvang van de competitie gaf de club echter al aan Tyrpak geen contract aan te bieden. Hij tekende vervolgens op 11 maart 2015 bij Austin Aztex.